# Boér János
Boér János (Erzsébetváros, 1815. – Kolozsvár, 1885. január 24.) színész.

## Életpályája
1836-ban lett színész; Marosvásárhelyen Göde István társulatánál kezdett. 1837-ben Fekete Gábor és Lakatos Endre társulatánál dolgozott. 1839–1842 között Fekete Gábor társulatának tagja volt. 1847-ben Komáromy Sámuel társulatában játszott. 1848–1852 között és 1857–1858 között Kolozsváron volt színész. 1852–1856 között Havi Mihálynál színészkedett. 1858-ban vendégszerepelt a Nemzeti Színházban. 1859-ben Hidasi Elekhez került. 1860–1868 között Follinus János társulatában szerepelt. 1863–1865 között ismét Kolozsváron színészkedett. 1871-ben Fehérváry Károly társulati tagja volt. 1874–1878 között a kolozsvári együtteshez szerződött. 

## Családja
Felesége, Csacsinovics Zsófia (Esztergom, 1823 – Kolozsvár, 1879. február 7.) színésznő volt, akivel 1843. február 27-én kötött házasságot Szolnokabonyban. Balogh Jánosnál lett színésznő, 1841-ben. Előbb énekesnő volt, majd anyaszínésznői szerepkörre tért át. Nevelt lányuk, Boér Emma (1850–1938) (Szacsvay Imréné) színésznő volt.

## Színházi szerepei
- Taylor: Pénzkirály – Manasse Jonathan
- N. N.: Kipfelhauser és családja – Kipfelhauser